# Schedotrioza eucalypti
Schedotrioza eucalypti är en insektsart som först beskrevs av Walter Wilson Froggatt 1901.  Schedotrioza eucalypti ingår i släktet Schedotrioza och familjen spetsbladloppor. Inga underarter finns listade i Catalogue of Life.